# 欧特里沃 (德龙省)
欧特里沃（法語：Hauterives，法語發音：[otʁiv]），法国东南部市镇，位于奥弗涅-罗讷-阿尔卑斯大区德龙省，隶属于瓦朗斯区，其市镇面积为30.51平方公里，2022年1月1日时人口数量为1,895人，在法国城市中排名第5,724位。
欧特里沃位于德龙省北部，加洛尔河畔，多条公路在此交汇。欧特里沃因当地的“理想宫”而闻名。

## 地名来源

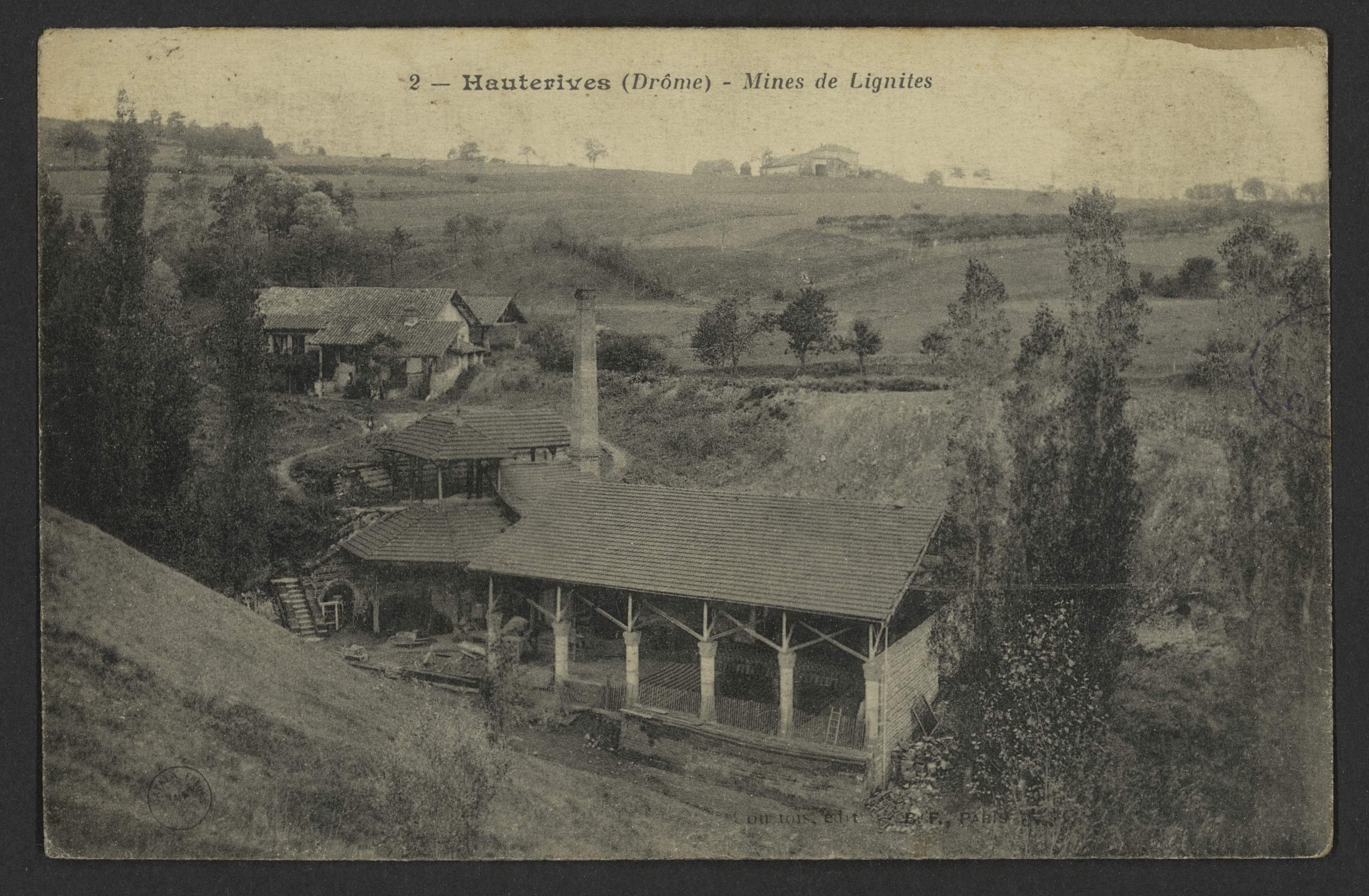
欧特里沃褐煤矿

根据当地官方网站的论述，“Hauterives”一名最初于1257年以“Alta-Ripa”的形式被记载。

## 历史
欧特里沃的早期历史尚不清楚。根据当地官方网站的论述，欧特里沃在公元11世纪时出现城墙。中世纪末，欧特里沃领主在此修建城堡，后因年久失修而于1650年坍塌。此后，当地领主在加洛尔河左岸修建了新的城堡。法国大革命后，欧特里沃成为德龙省的一个市镇。工业革命期间，欧特里沃境内发现褐煤资源并得到少量开采。1878年，欧特里沃南侧的泰尔萨讷被划出成为独立市镇。十九世纪末，当地邮递员费迪南·薛瓦勒邀请众多建筑师在欧特里沃境内修建“理想宫”，后者成为了当地的地标性建筑物，自1969年起被列为法国文物保护单位。

## 地理

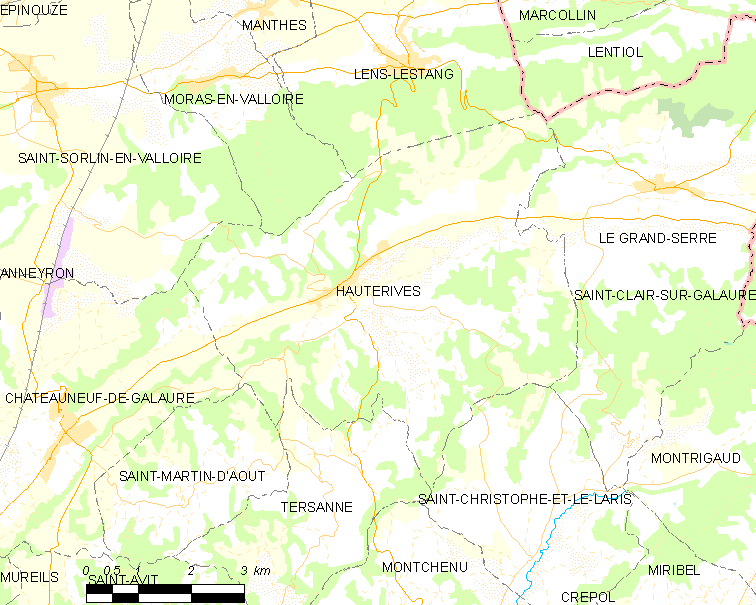
欧特里沃市镇范围地图

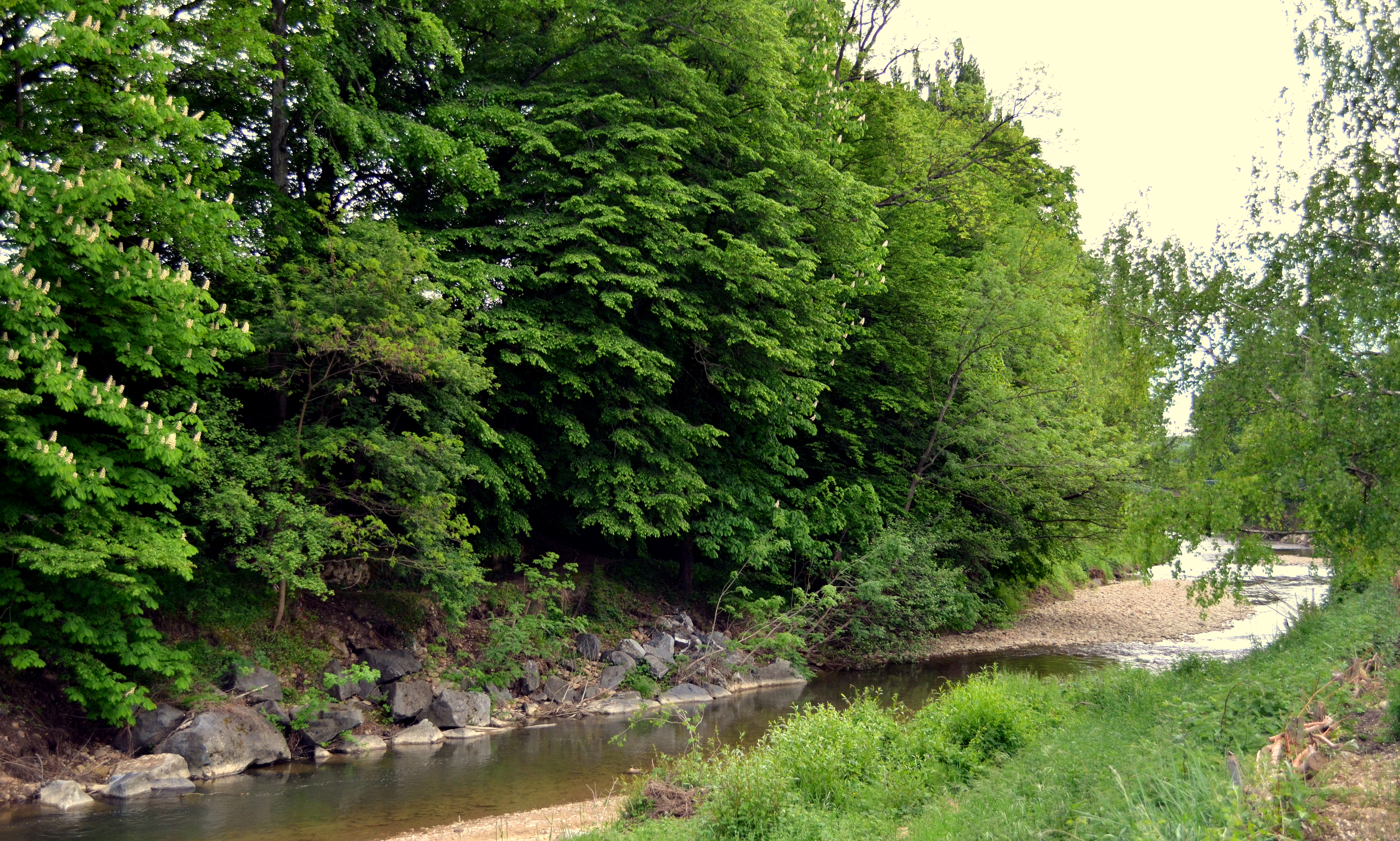
加洛尔河欧特里沃段

欧特里沃位于法国东南部，奥弗涅-罗讷-阿尔卑斯大区中部和德龙省北部，距离省会瓦朗斯大约47公里。与欧特里沃接壤的市镇包括：瓦卢瓦尔地区圣索尔兰、瓦卢瓦尔地区莫拉、朗莱斯唐、朗蒂奥勒、加洛尔新堡、圣马丹杜特、大塞尔、泰尔萨讷、圣克里斯托夫和勒拉里。

### 地形
欧特里沃位于德龙省北部，境内以丘陵为主，市镇中心位于一处地势较为平坦的河谷地带，南北两侧为丘陵，全境海拔在269到506米之间。

### 水文
加洛尔河自东北向西南流经欧特里沃市区，其左岸支流厄永河（L'Oeuillon）和右岸支流德拉韦溪（ruisseau de Dravey）在此与其交汇。

### 植被
欧特里沃属于温带阔叶混交林区，林地多分布于河流及坡地地带。
在鲜花城市的评比中，欧特里沃被评为2星级鲜花城市。

### 气候
欧特里沃在柯本气候分类法中属于带有大陆性气候特征的温带海洋性气候（Cfb）。

## 行政区划
欧特里沃的市镇编号为26148，邮政编号为26390。
在行政管理方面，欧特里沃隶属于法国奥弗涅-罗讷-阿尔卑斯大区德龙省瓦朗斯区；在地方选举方面，欧特里沃隶属于丘陵德龙省县，其市镇范围全境被划入德龙省第四选区；在社会管理方面，欧特里沃是波尔特德德罗马尔代什市镇公共社区的组成部分。
截至2024年2月，欧特里沃市镇范围内暂无任何城市敏感街区及城市政策优先街区。
法国国家统计与经济研究所（简称）在进行数据统计时，未将欧特里沃划入任何城市核心区（Unité urbaine）、城市区（Aire urbaine）及城市辐射区（Aire d'attraction）内。此外，还将欧特里沃市镇整体看作一个“块区”（IRIS），以便于统计人口分布情况。

## 交通

### 公路
德龙省省道D51线、D121线、D187线和D538线在欧特里沃境内交汇。奥弗涅-罗讷-阿尔卑斯城际巴士（商业名称为）下属的D03线和D12线停靠欧特里沃，可直通圣瓦利耶、伊泽尔河畔罗芒、大塞尔、博尔派尔等地。
2020年，79.1%的欧特里沃家庭拥有至少一辆私人汽车。2021年，欧特里沃境内共发生各类交通事故1起，造成1人受伤伤。
| 12 | 26 |

| 13 | 29 |

| 瓦朗斯 | 45 |

| 坦莱尔米塔日 | 30 |

| 伊泽尔河畔罗芒 | 27 |

| 圣瓦利耶 | 21 |

| 维埃纳 | 43 |

| 博尔派尔 | 12 |

### 铁路
距离欧特里沃最近的运营中的客运铁路车站为23公里外的圣朗贝尔达尔邦站，该站停靠往返于里昂和瓦朗斯一线的区域列车，部分班次可直通阿维尼翁、马赛及马孔。

### 航空
欧特里沃距离格勒诺布尔机场的公路里程大约32公里，距离里昂圣埃克絮佩里机场大约70公里。

### 城市公共交通
截至2024年2月，欧特里沃暂无城市公共交通系统。

## 政治

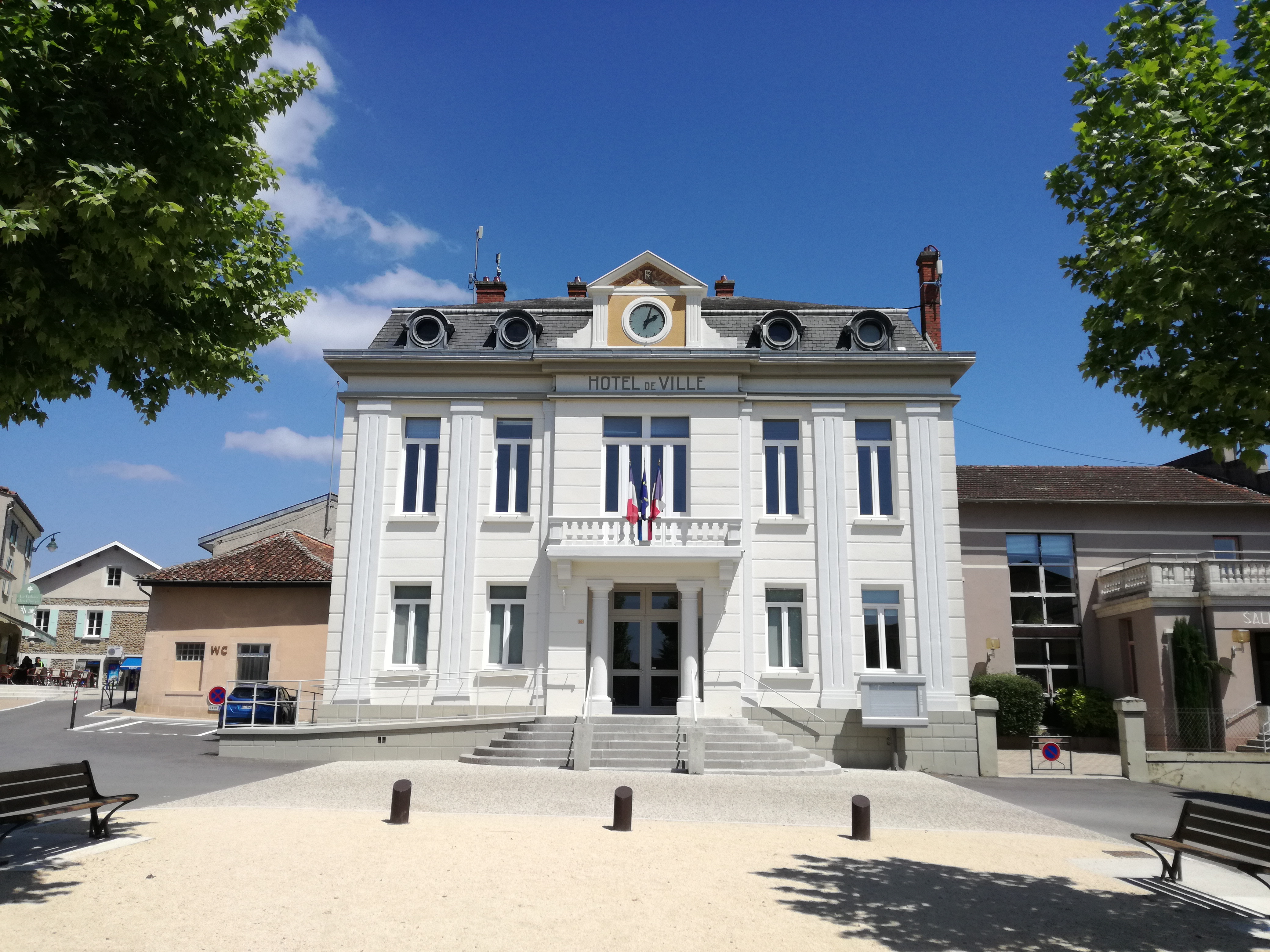
欧特里沃市政厅

欧特里沃的现任市长为弗洛朗·布吕内先生（Florent BRUNET），他是一名无党派人士，在2020年的市政选举中获得了100.00%的支持率（无其他候选人）。
在2022年的法国总统大选的第二轮选举中，法国第25任总统埃马纽埃尔·马克龙在欧特里沃获得了52.27%的支持率。

## 人口
2021年，欧特里沃市镇人口数量为1,887，在法国排名第5,724位。其中男性918人，女性958人，75岁及以上人口占12.3%，外籍人口数量为28人，人口密度为62人/平方公里，当地居民被称为（男性）或（女性）。2022年，欧特里沃境内出生12人，死亡人口35人。
| 欧特里沃1901年－2021年人口变化情况 |
|                                    |
| 数据来源：Cassini、INSEE           |

## 经济

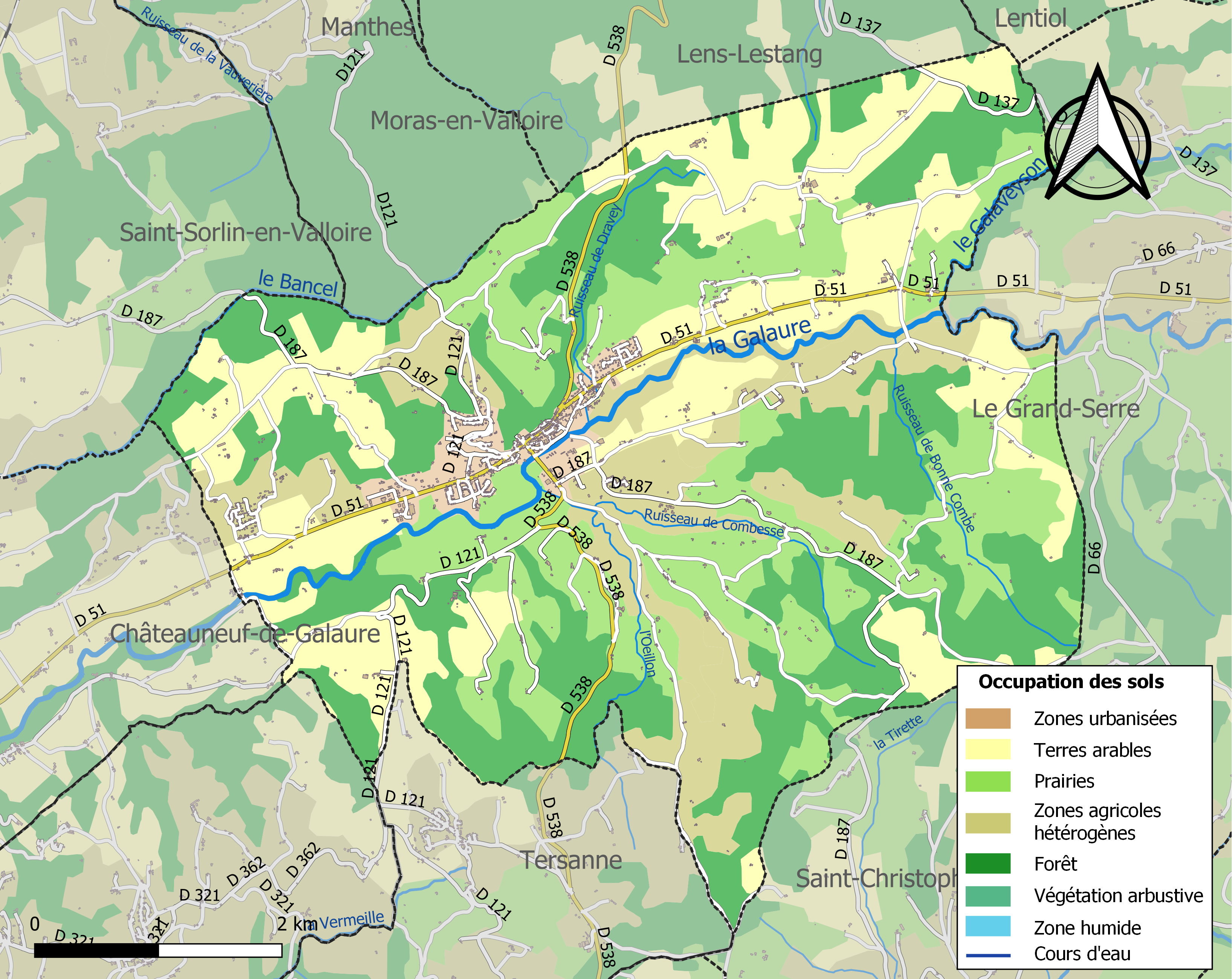
欧特里沃土地利用情况地图

截至2024年2月，欧特里沃市镇范围内共有各类用人单位（包含自雇）372家，平均历史为17年，均为中小型企业（PME），2023年12月至2024年2月间，当地的经济活力指数为0。（零售）、（办公家具）及（丧葬服务）是当地2021年营业额最高的三个企业，分别为8,140,802欧元、5,005,365欧元和1,217,378欧元。

## 财政与居民收入
2022年，欧特里沃的财政收入总额为3,268,860欧元，财政支出总额为2,049,860欧元，当年的债务总额为1,977,550欧元。 2022年，欧特里沃市镇通过增值税获得116,060欧元的收入，此外当地还共获得了104,750欧元的国家直接财政补助。
| 欧特里沃居民收入情况                             | 欧特里沃居民收入情况 | 欧特里沃居民收入情况  | 欧特里沃居民收入情况 |
| 内容                                             | 欧特里沃             | 法国                  | 统计年份             |
| ------------------------------------------------ | -------------------- | --------------------- | -------------------- |
| 征税家庭总数                                     | 807                  | 1,081（法国市镇平均） | 2022年               |
| 居民平均月收入                                   | 2,254欧元            | 2,435欧元             | 2022年               |
| 高级职员人均月收入                               | 不详                 | 4,331欧元             | 2021年               |
| 中级职员人均月收入                               | 不详                 | 2,470欧元             | 2021年               |
| 普通职员人均月收入                               | 不详                 | 1,801欧元             | 2021年               |
| 贫困率                                           | 不详                 | 14.5%                 | 2020年               |
| 青壮年（15至64岁）失业率                         | 9.6%                 | 7.4%                  | 2020年               |
| 征税家庭数量占比                                 | 43.7%                | 45.5%                 | 2020年               |
| 家庭年均纳税                                     | 2,544欧元            | 4,393欧元             | 2022年               |
| 资料来源：INSEE、L'Internaute、Le Journal du Net |                      |                       |                      |

## 社会事务

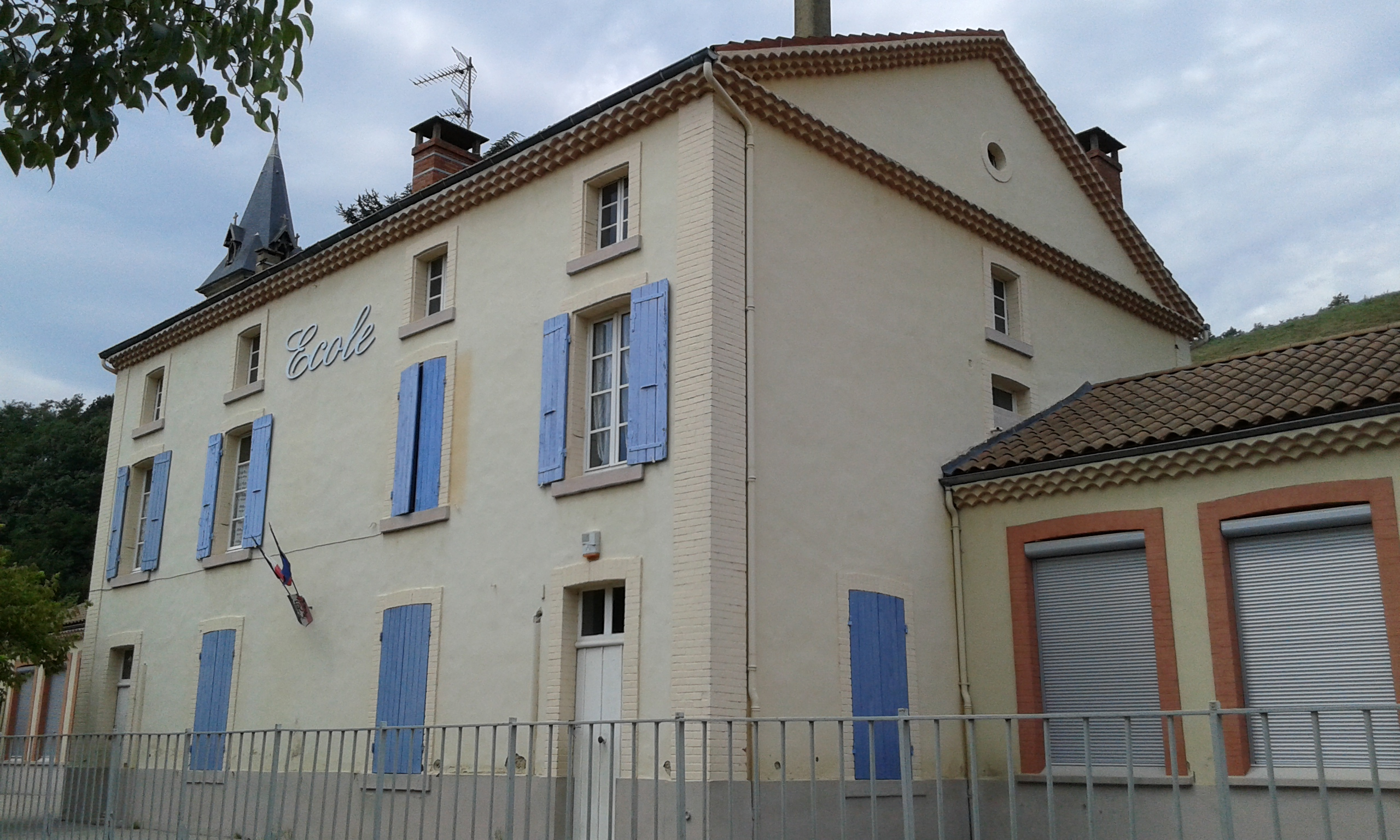
欧特里沃的一所学校

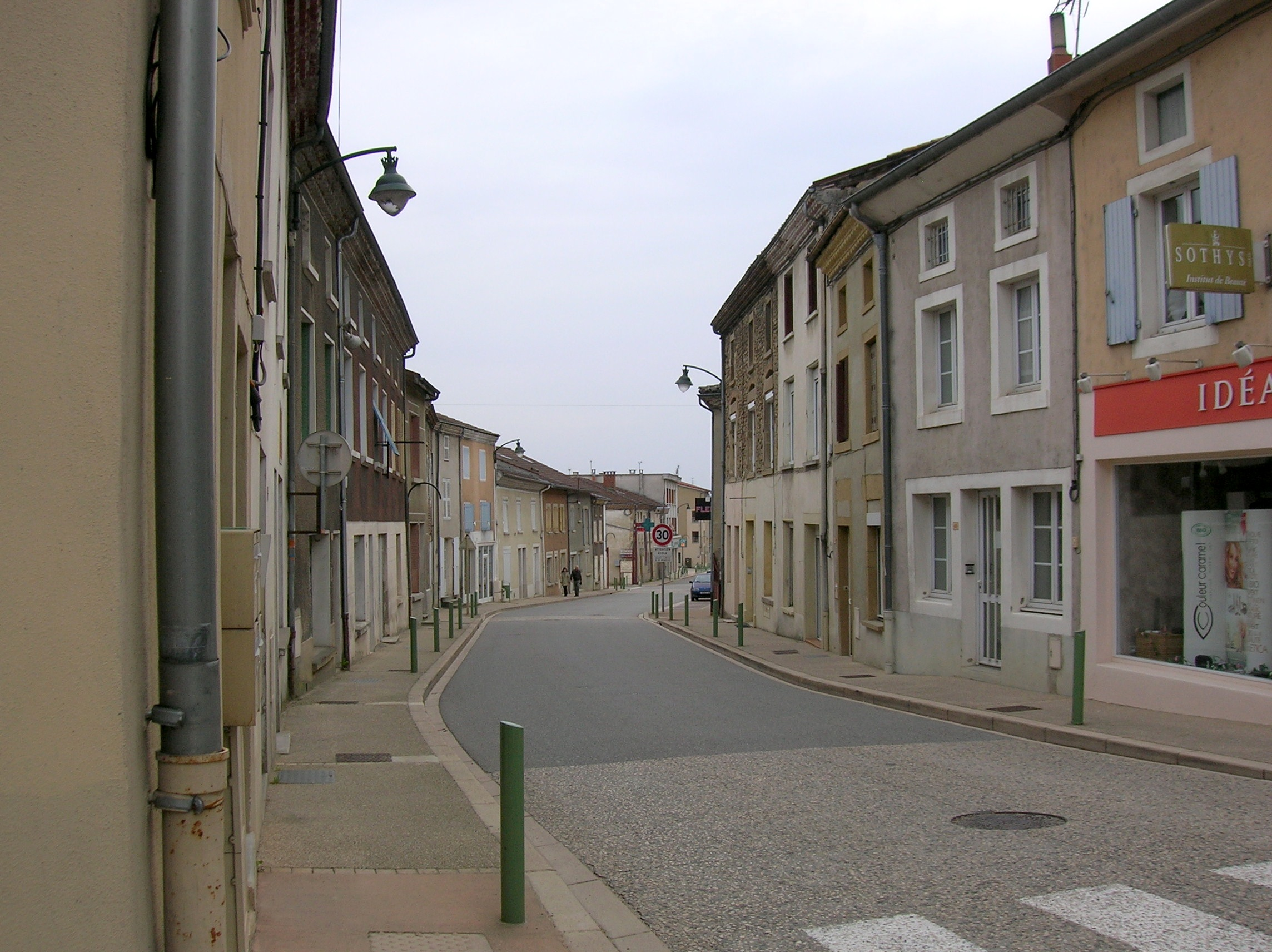
格朗德街

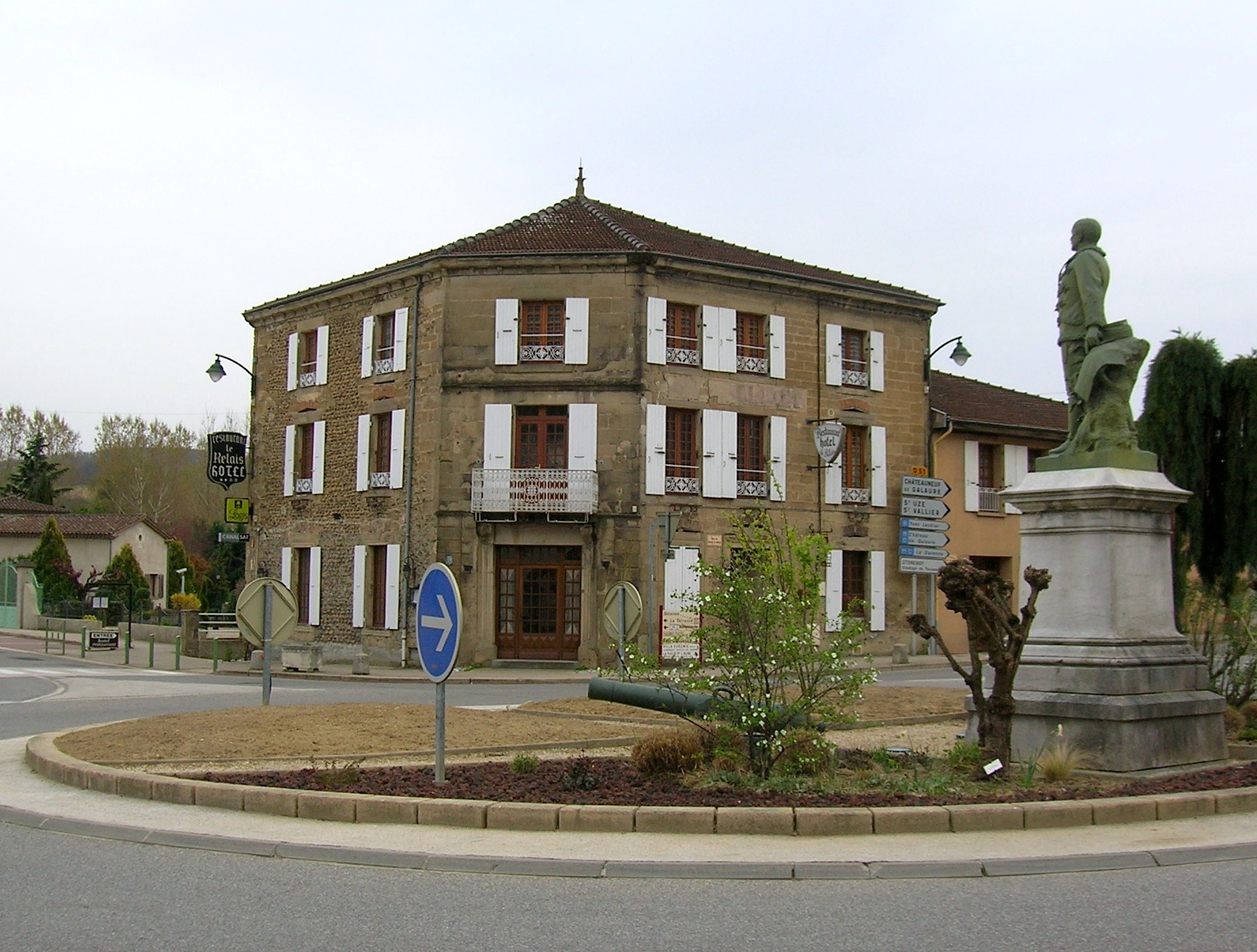
米里贝尔将军广场

### 教育
欧特里沃属于格勒诺布尔学区。截至2021年1月1日，欧特里沃境内有1所小学。

### 医疗
截至2021年1月1日，欧特里沃境内共有全科医生2名、保健师1名和护士4名。境内共有药房1家、养老院2家、残疾人帮扶中心3家。
距离欧特里沃最近的区域性医疗机构为北德龙省医疗集团（Hôpitaux Drôme Nord），其下属的圣瓦利耶主病区医院距离欧特里沃市区的正常车程大约24分钟，该院设有床位XX个。

### 住房
2020年，欧特里沃境内共有各类住房920套，其中83.5%为独立式住宅，14.2%为集中式住宅。常住房屋占欧特里沃市镇范围内居民建筑总量的88.0%。
在住房保障政策方面，2022年，欧特里沃境内共有117户家庭获得了住房经济补助，受益人数占总人口数量的6.2%，其中128份为房租补助。

### 商业
2021年，欧特里沃境内共有各类实体商铺50家，其中餐厅10家、大型超市1家、杂货店2家、面包房2家、肉铺1家、书店1家、美容美发店4家、汽车维修店3家。欧特里沃镇中心南侧建有一家Intermarché便民超市。

### 体育
2021年，欧特里沃境内共有1家游泳池、1间体育馆、2处网球场以及1处足球或橄榄球场。
截至2024年2月，欧特里沃足球俱乐部-大塞尔体育会（Football Club d'Hauterives - Union Sportive Grand-Serre，编号546999）是欧特里沃境内唯一的一家注册足球俱乐部，其主队2023至2024赛季参加德龙-阿尔代什足球联赛乙组（法国第十级别），其主场为市政球场（Stade Municipal）。

### 环境
欧特里沃的环境事务由其所属的波尔特德德罗马尔代什市镇公共社区联合各级政府协调负责。2021年，欧特里沃境内暂无污染企业。

### 治安
欧特里沃及其附近的共99个市镇是伊泽尔河畔罗芒国家宪兵队（zone gendarmerie de Romans-sur-Isère）的管辖范围。2020年，该宪兵队累计记录各类案件3,971起，其中盗窃类案件2,162起，经济类案件450起，毒品交易类案件273起。

## 文化
2021年，欧特里沃境内有1家博物馆。

### 建筑
欧特里沃境内有多处历史建筑，其中理想宫、欧特里沃城堡等为法国国家文物保护单位。

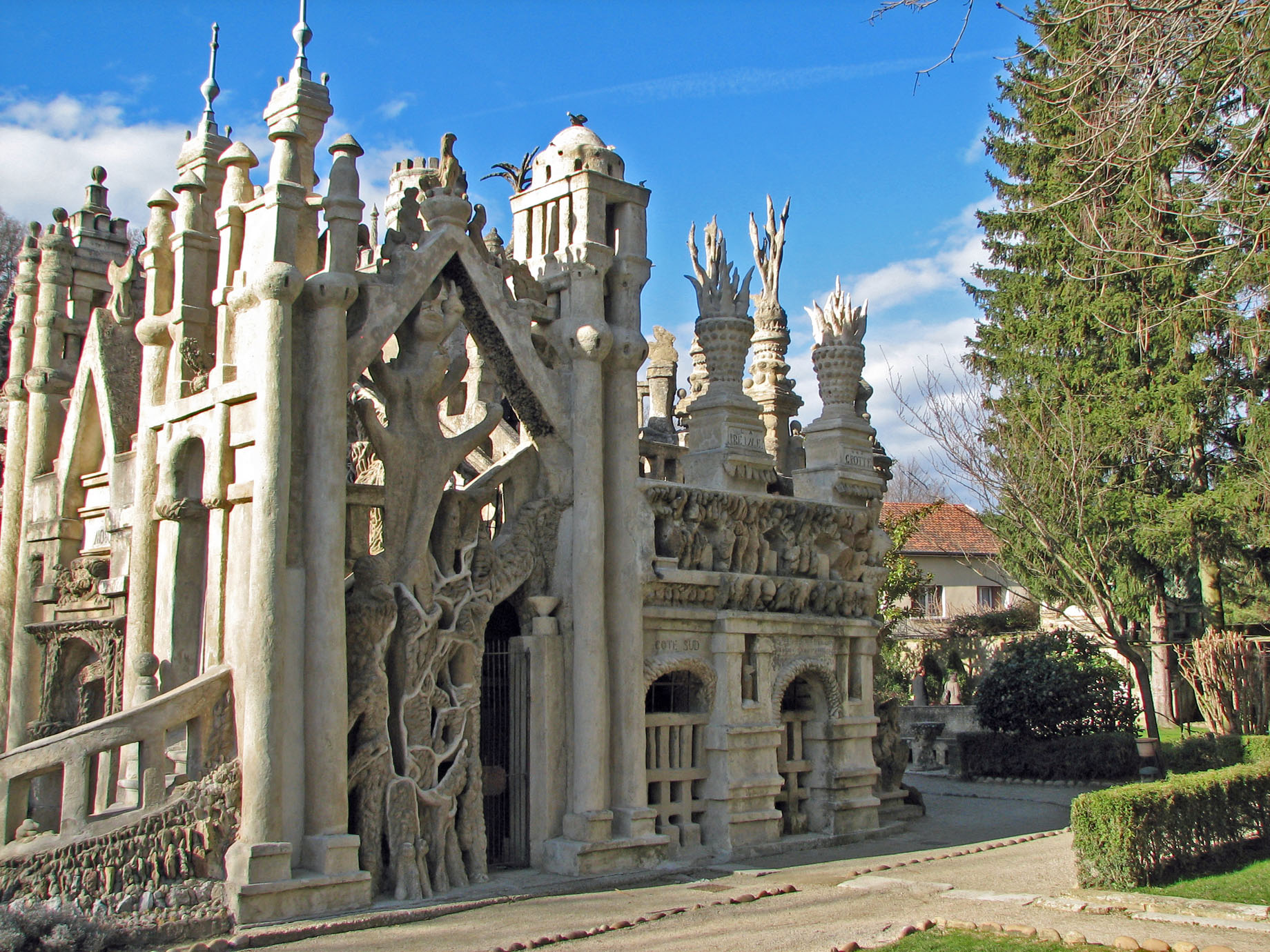
理想宫（法语：Palais idéal）
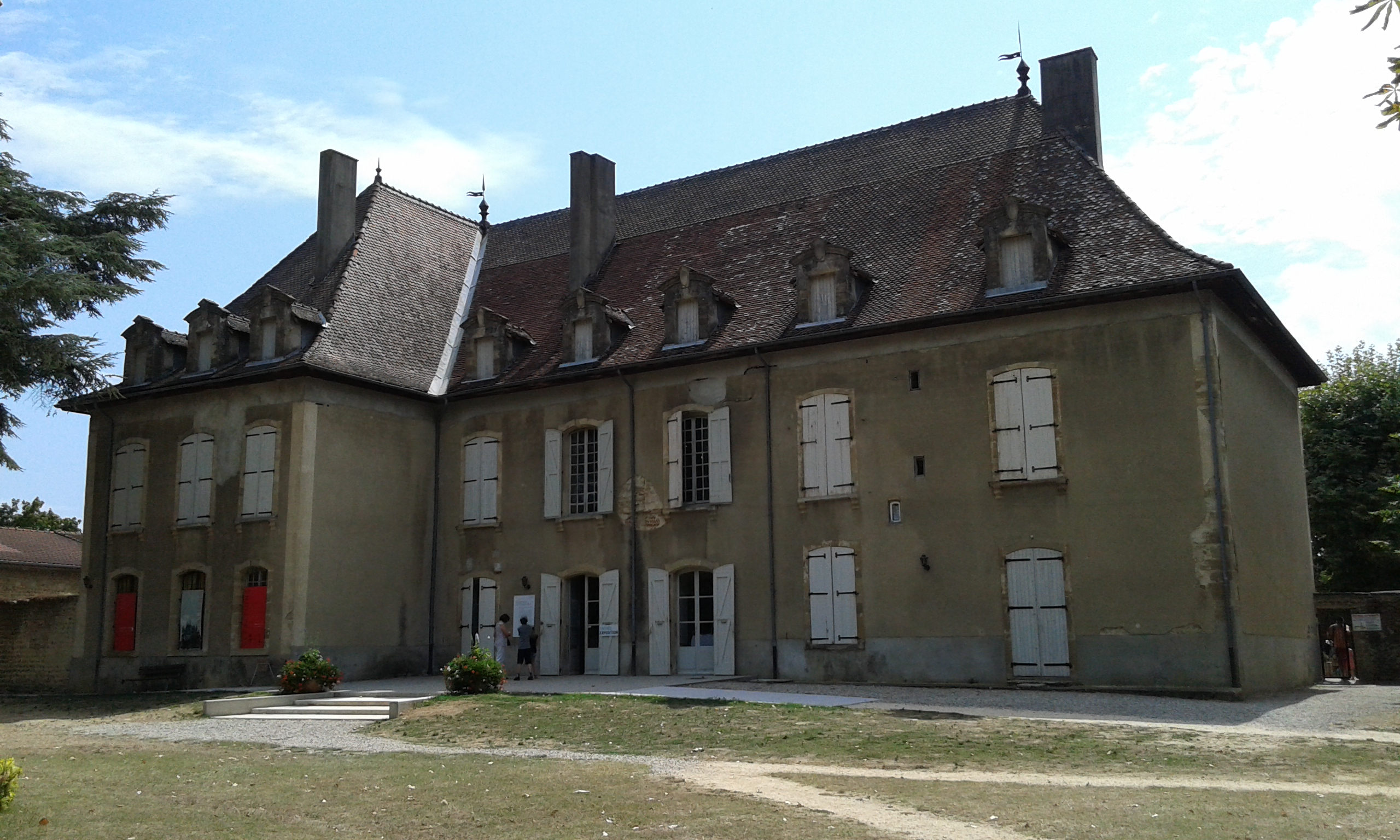
欧特里沃城堡（法语：Château de Hauterives (Drôme)）
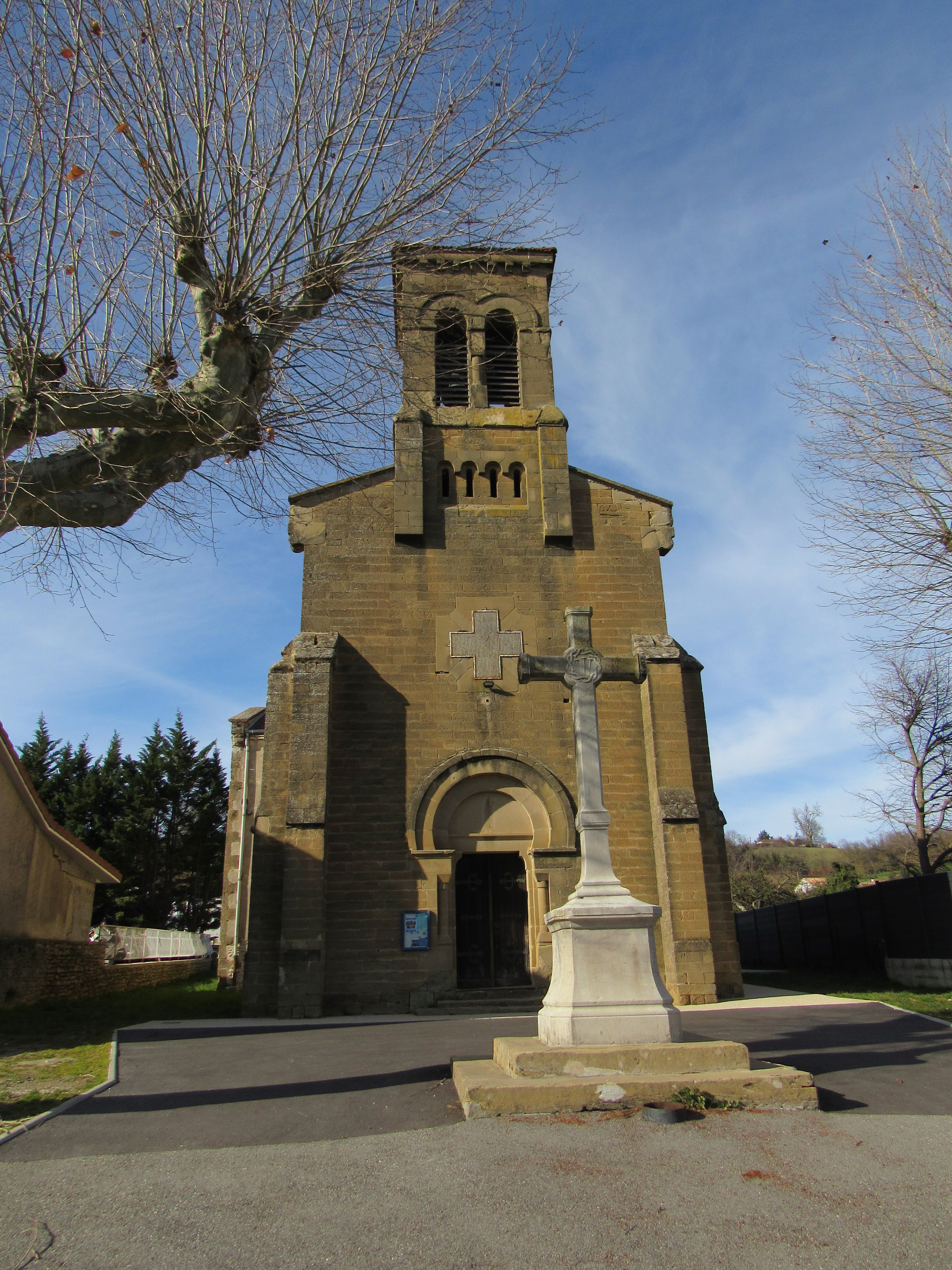
圣安托万教堂
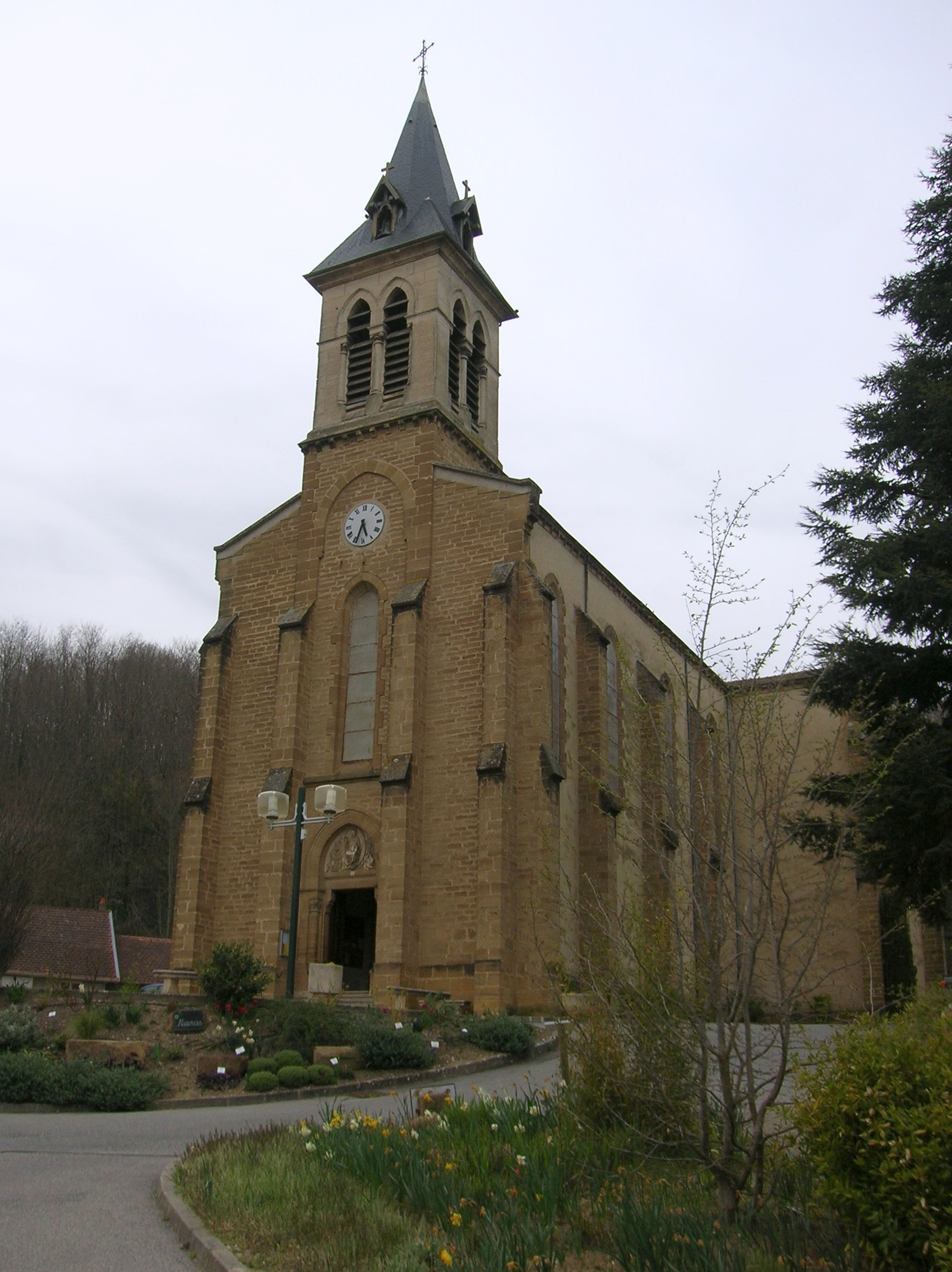
圣马丁教堂
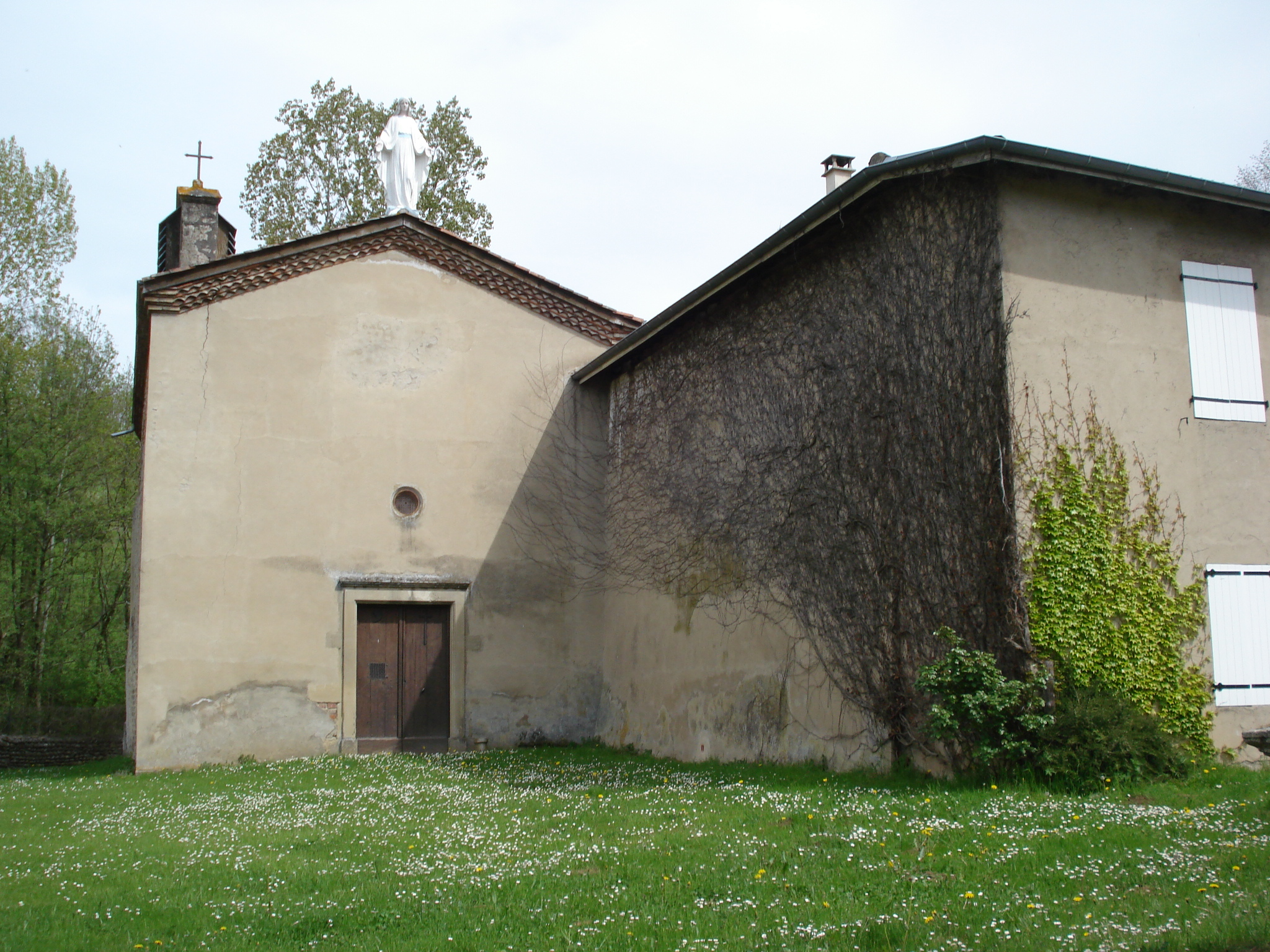
博讷孔布圣母小教堂
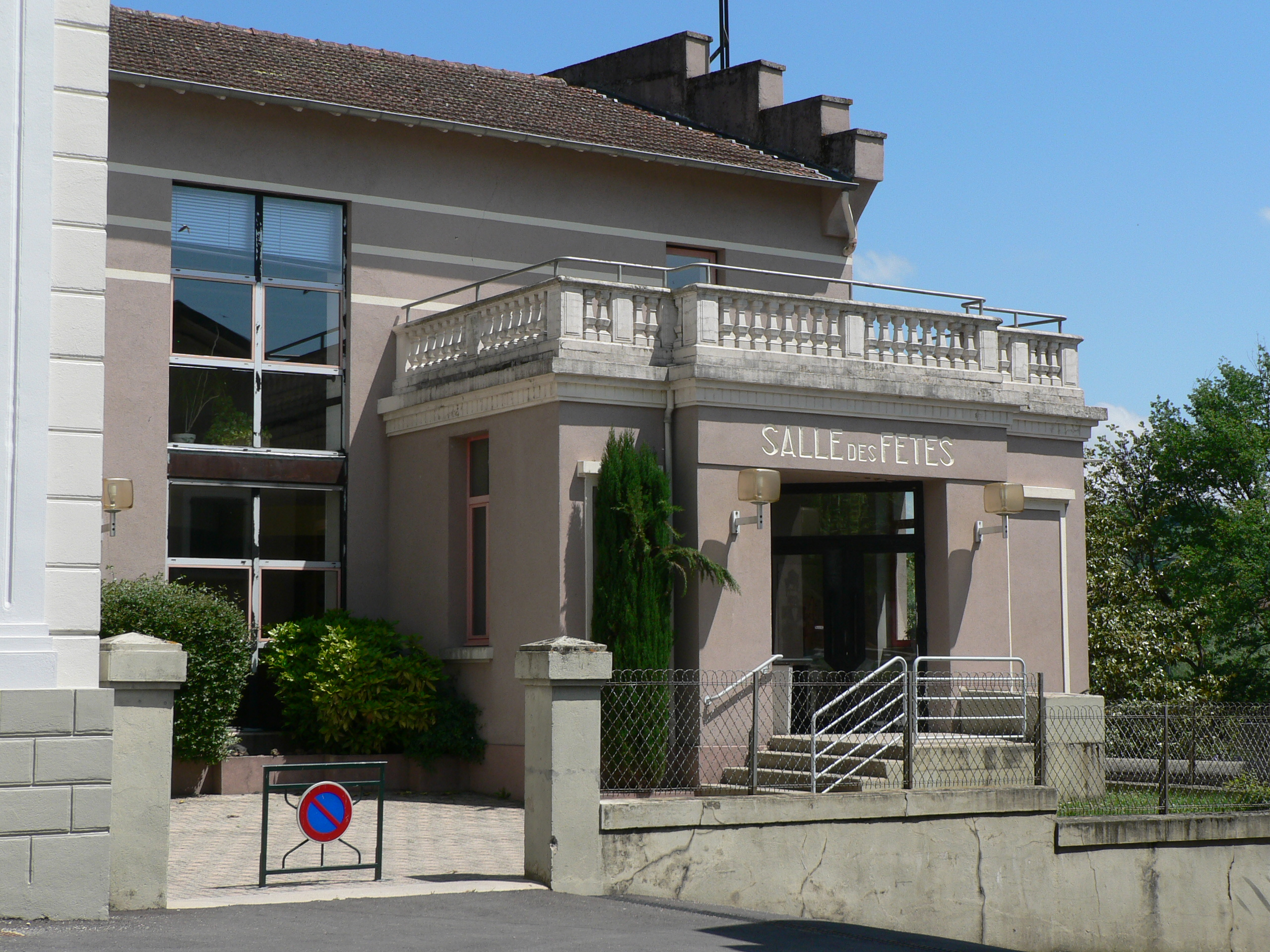
市政活动中心
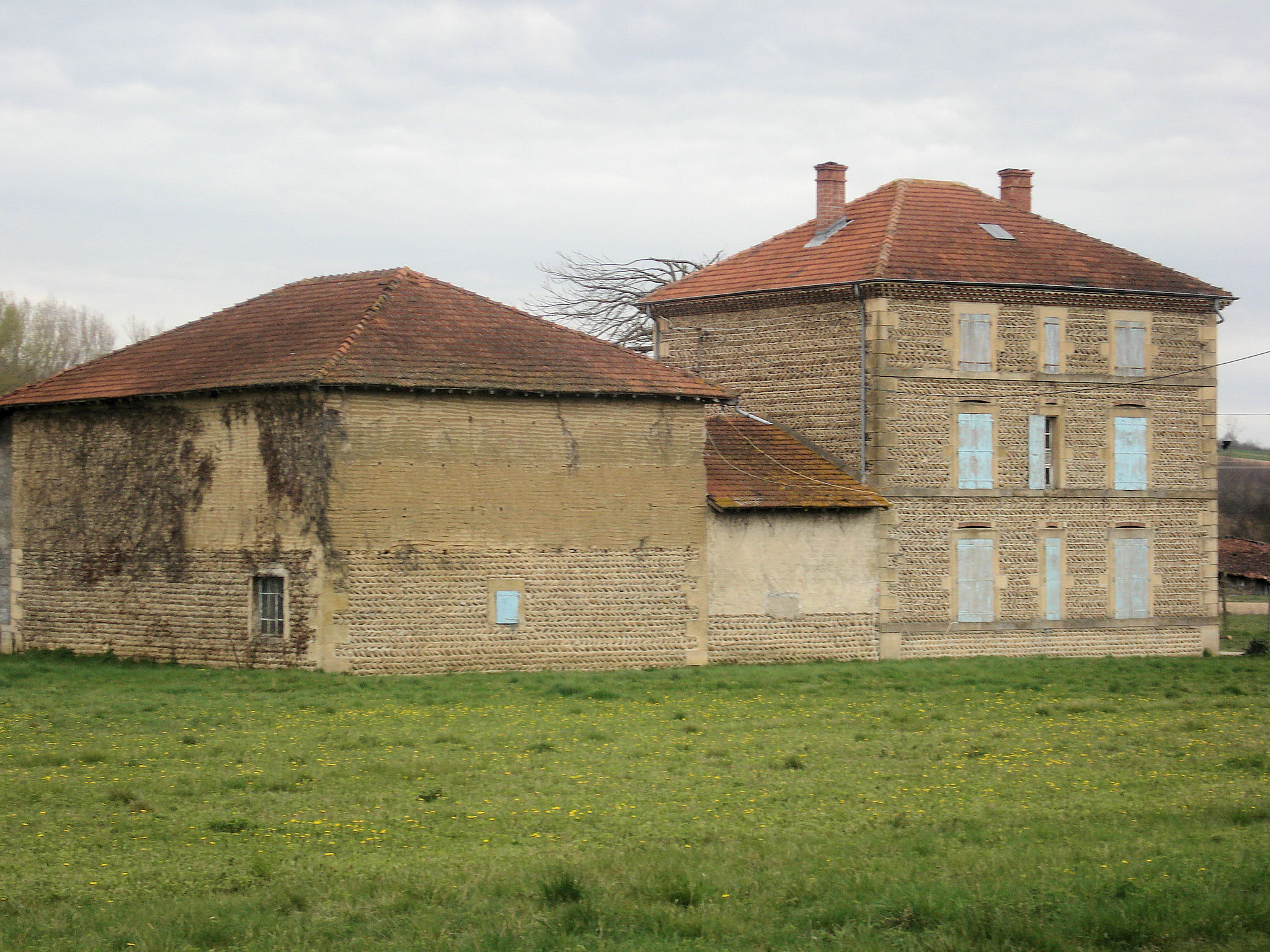
一处民居

### 旅游
欧特里沃的旅游事务由其所属的波尔特德德罗马尔代什市镇公共社区联合各级政府协调负责。2023年，欧特里沃境内共有1家酒店共计16间房间；另有1个露营地，可容纳共121辆露营车。

### 媒体
法国主要的媒体均可在欧特里沃接收，法国电视三台下属的奥弗涅-罗讷-阿尔卑斯大区频道在部分时段播出欧特里沃所在德龙省的地方新闻。《自由多菲内报》、《德龙周刊》、蓝色法兰西德龙-阿尔代什广播等为当地的主要地方性媒体。

## 相关人物
理想宫的缔造者费迪南·薛瓦勒逝世于欧特里沃。法国汉学家让-吕克·多梅纳克出生于欧特里沃。

## 友好城市
截至2024年2月，欧特里沃共与一座城市建立了友好城市关系：
- 卢瓦雷省 圣马丹达巴